# Hartmann del Liechtenstein
Hartmann del Liechtenstein (5 novembre 1666 – 4 luglio 1728) è stato un principe, militare e cortigiano austriaco.

## Biografia

### Nascita
Hartmann del Liechtenstein nacque il 5 novembre 1666, quindicesimo maschio e ultimogenito dei ventitré figli del principe Hartmann III e della contessa Sidonia Elisabetta di Salm-Reifferscheidt.

### Servizio militare
Hartmann, come il fratello Filippo Erasmo, prestò in gioventù servizio nell'esercito imperiale, per poi prendere parte come capitano di cavalleria a diverse campagne militari in Ungheria, nel reggimento di corazza del conte Karl Balffy. All'età di 20 anni partecipò col fratello maggiore alla battaglia di Mohács, nel 1687, e ancora all'assedio di Belgrado del 1688, al servizio di Carlo V di Lorena. Un anno dopo prese parte all'assedio di Magonza, a seguito del quale abbandonò la carriera militare.

### Alla corte imperiale
Dopo l'attività di soldato pare che fosse entrato nell'ambiente politico, ipotesi sostenuta anche da una lettera d'invito che nel 1722 ricevette dal parlamento ungherese che aveva sede a Pest. Era inoltre visto di frequente alla corte dell'imperatore Leopoldo I e, in seguito, dei suoi figli Giuseppe I e Carlo VI, presso la quale molteplici feste vennero organizzate in suo onore.
Dopo un periodo trascorso in Spagna fu nominato landjägermeister (maestro di caccia di campagna). In tale ruolo mostrò molta precisione nel dare ordini ai funzionari forestali, assicurandosi che questi ultimi curassero gli animali selvatici nonostante le cacce che organizzava. Nel 1724 definì lo stesso incarico oneroso e per questo si dimise, da quel momento mantenne unicamente la carica di consigliere segreto.
Possedeva un castello a Niederabsdorf (oggi parte del comune di Ringelsdorf-Niederabsdorf) e, in esso, una pinacoteca: un inventario redatto nel 1722 registrò 813 dipinti.

### Morte
Celibe e senza figli, morì il 4 luglio 1728, dopo aver vissuto nella sua casa viennese di Bräunerstraße, divenuta poi, sotto proprietà statale, sede di un ufficio amministrativo.
Fu tumulato nella chiesa parrocchiale dell'Assunzione di Maria di Niederabsdorf, nell'attuale distretto di Gänserndorf in Bassa Austria. A Vienna fu creato per la sua sepoltura un epitaffio in arenaria.

## Titoli e trattamento
- 5 novembre 1666 - 4 luglio 1728: Sua Altezza Serenissima, il principe Hartmann del Liechtenstein

## Ascendenza
|                                               |                                       |                                           | Genitori                                 |  |  | Nonni |  |  | Bisnonni                      |  |  | Trisnonni                            |  |
|                                               |                                       |                                           |                                          |  |  |       |  |  | Hartmann II del Liechtenstein |  |  | Giorgio Hartmann I del Liechtenstein |  |
|                                               |                                       |                                           |                                          |  |  |       |  |  | Hartmann II del Liechtenstein |  |  | Giorgio Hartmann I del Liechtenstein |  |
|                                               |                                       | Susanna del Liechtenstein                 |                                          |  |  |       |  |  | Hartmann II del Liechtenstein |  |  |                                      |  |
| Gundacaro del Liechtenstein                   |                                       |                                           |                                          |  |  |       |  |  | Hartmann II del Liechtenstein |  |  |                                      |  |
|                                               |                                       | Anna Maria di Ortenburg                   | Carlo I di Ortenburg                     |  |  |       |  |  |                               |  |  |                                      |  |
|                                               |                                       | Anna Maria di Ortenburg                   | Carlo I di Ortenburg                     |  |  |       |  |  |                               |  |  |                                      |  |
|                                               |                                       | Anna Maria di Ortenburg                   | Massimiliana di Fraunberg-Haag           |  |  |       |  |  |                               |  |  |                                      |  |
| Hartmann III del Liechtenstein                |                                       | Anna Maria di Ortenburg                   |                                          |  |  |       |  |  |                               |  |  |                                      |  |
|                                               |                                       | Enno III della Frisia Orientale           | Edzardo II della Frisia Orientale        |  |  |       |  |  |                               |  |  |                                      |  |
|                                               |                                       | Enno III della Frisia Orientale           | Edzardo II della Frisia Orientale        |  |  |       |  |  |                               |  |  |                                      |  |
|                                               |                                       | Enno III della Frisia Orientale           | Caterina Vasa                            |  |  |       |  |  |                               |  |  |                                      |  |
| Agnese della Frisia Orientale                 |                                       | Enno III della Frisia Orientale           |                                          |  |  |       |  |  |                               |  |  |                                      |  |
|                                               |                                       | Valburga di Rietberg                      | Giovanni II di Rietberg                  |  |  |       |  |  |                               |  |  |                                      |  |
|                                               |                                       | Valburga di Rietberg                      | Giovanni II di Rietberg                  |  |  |       |  |  |                               |  |  |                                      |  |
|                                               |                                       | Valburga di Rietberg                      | Agnese di Bentheim-Steinfurt             |  |  |       |  |  |                               |  |  |                                      |  |
| Hartmann del Liechtenstein                    |                                       | Valburga di Rietberg                      |                                          |  |  |       |  |  |                               |  |  |                                      |  |
|                                               | Guarniero di Salm-Reifferscheidt-Dyck | Giovanni di Salm-Reifferscheidt           |                                          |  |  |       |  |  |                               |  |  |                                      |  |
|                                               | Guarniero di Salm-Reifferscheidt-Dyck | Giovanni di Salm-Reifferscheidt           |                                          |  |  |       |  |  |                               |  |  |                                      |  |
|                                               | Guarniero di Salm-Reifferscheidt-Dyck | Elisabetta di Rennenberg                  |                                          |  |  |       |  |  |                               |  |  |                                      |  |
| Ernesto Federico di Salm-Reifferscheidt       | Guarniero di Salm-Reifferscheidt-Dyck |                                           |                                          |  |  |       |  |  |                               |  |  |                                      |  |
|                                               |                                       | Maria di Limburg-Stirum                   | Giorgio di Limburg-Stirum                |  |  |       |  |  |                               |  |  |                                      |  |
|                                               |                                       | Maria di Limburg-Stirum                   | Giorgio di Limburg-Stirum                |  |  |       |  |  |                               |  |  |                                      |  |
|                                               |                                       | Maria di Limburg-Stirum                   | Ermengarda di Limburg-Stirum             |  |  |       |  |  |                               |  |  |                                      |  |
| Sidonia Elisabetta di Salm-Reifferscheidt     |                                       | Maria di Limburg-Stirum                   |                                          |  |  |       |  |  |                               |  |  |                                      |  |
|                                               |                                       | Emico XI di Leiningen-Dagsburg-Falkenburg | Emico X di Leiningen-Dagsburg-Falkenburg |  |  |       |  |  |                               |  |  |                                      |  |
|                                               |                                       | Emico XI di Leiningen-Dagsburg-Falkenburg | Emico X di Leiningen-Dagsburg-Falkenburg |  |  |       |  |  |                               |  |  |                                      |  |
|                                               |                                       | Emico XI di Leiningen-Dagsburg-Falkenburg | Caterina di Nassau-Saarbrücken           |  |  |       |  |  |                               |  |  |                                      |  |
| Maria Orsola di Leiningen-Dagsburg-Falkenburg |                                       | Emico XI di Leiningen-Dagsburg-Falkenburg |                                          |  |  |       |  |  |                               |  |  |                                      |  |
|                                               |                                       | Orsola di Fleckenstein-Dagstuhl           | Giorgio di Fleckenstein-Dagstuhl         |  |  |       |  |  |                               |  |  |                                      |  |
|                                               |                                       | Orsola di Fleckenstein-Dagstuhl           | Giorgio di Fleckenstein-Dagstuhl         |  |  |       |  |  |                               |  |  |                                      |  |
|                                               |                                       | Orsola di Fleckenstein-Dagstuhl           | Giovanna di Salm-Kyrburg                 |  |  |       |  |  |                               |  |  |                                      |  |
|                                               |                                       | Orsola di Fleckenstein-Dagstuhl           |                                          |  |  |       |  |  |                               |  |  |                                      |  |